# Liste der Kulturdenkmäler in Gering
In der Liste der Kulturdenkmäler in Gering sind alle Kulturdenkmäler der rheinland-pfälzischen Ortsgemeinde Gering aufgeführt. Grundlage ist die Denkmalliste des Landes Rheinland-Pfalz (Stand: 27. Oktober 2023).

## Einzeldenkmäler
| Bezeichnung                      | Lage                                       | Baujahr                  | Beschreibung | Bild            |
| -------------------------------- | ------------------------------------------ | ------------------------ | --- | --------------- |
| Kriegerdenkmal und Kreuze        | Brunnenstraße, auf dem alten Friedhof Lage | 16. bis 20. Jahrhundert  | reliefiertes Kriegerdenkmal, 1920/30er Jahre; sieben Grabkreuze, 16. und 18. Jahrhundert; Wegekreuz, bezeichnet 1672                          | BW              |
| Wohnhaus                         | Brunnenstraße 9 Lage                       | 19. Jahrhundert          | Fachwerkhaus, teilweise massiv und verkleidet, 19. Jahrhundert                                                                                | BW              |
| Brunnen                          | Brunnenstraße, bei Nr. 17 Lage             | 1859                     | Brunnen, Basalt, bezeichnet 1859 | BW              |
| Katholische Kapelle St. Nikolaus | Brunnenstraße 36 Lage                      | 1922                     | neugotischer Saalbau, 1922 | Fotos hochladen |
| Wegekreuz                        | Eltztalstraße Lage                         | 1628                     | Wegekreuz, Nischentyp, bezeichnet 1628 | BW              |
| Wegekapelle                      | nordwestlich des Ortes an der K 28 Lage    | 18. oder 19. Jahrhundert | Wegekapelle, wohl aus dem 18. oder 19. Jahrhundert; davor: - Nischenkreuz, 1832 - Wegweiserstein, kleiner Obelisk, Mitte des 19. Jahrhunderts | Fotos hochladen |
| Wegekapelle                      | östlich des Ortes an der L 82 Lage         | 19. Jahrhundert          | Wegekapelle, 19. Jahrhundert | Fotos hochladen |
| Geringermühle                    | südwestlich des Ortes Lage                 | 18. und 19. Jahrhundert  | Bruchsteinbau, Krüppelwalmdach, 18. und 19. Jahrhundert, Mühlkanal und Mühlrad                                                                | Fotos hochladen |